# JAW (Rapper)
JAW (* 11. Februar 1984 in Köln; bürgerlich Jonas Andre Willy Enderle) ist ein deutscher Rapper und Hip-Hop-Produzent. Der Künstlername stellt ein Akronym aus seinen drei Vornamen dar. JAW ist Inhaber des Plattenlabels „Jaw“, das er auch als Plattform für seine eigenen Veröffentlichungen nutzt. Den Vertrieb übernimmt Groove Attack.

## Biografie
Enderle wurde 1984 in Köln geboren. Mit seinen Eltern zog er später als Kind nach Freiburg im Breisgau. Im Jahr 2003 absolvierte er sein Abitur und begann als JAW eigene Musik aufzunehmen. Die erste Veröffentlichung war eine EP, die 2003 unter dem Titel Seelensturm erschien. Nach Abschluss seiner Schullaufbahn leistete er Zivildienst in Heidelberg. Zudem gründete JAW 2003 zusammen mit DJ Tjoma und den Brüdern Maexer und Rynerrr Schrott die Gruppe Projekt Chaos Punks, mit der er Ende des Jahres das Album Nimm’s Und Verreck Dran veröffentlichte. Des Weiteren meldete sich JAW im selben Jahr auf der Internetplattform Reimliga Battle Arena (RBA) an, die Hip-Hop-Battles veranstaltet und in der unter anderem auch die später bekannten Rapper F.R. und Kollegah mitgewirkt haben. 2004 zog E. zurück in den Breisgau. Hier arbeitete er weiterhin als JAW an seiner Musik. So feierte er weitere Erfolge in der RBA und nahm Gastbeiträge für die Alben Symbiose des Bösen von Mob Inc und Schnell Imbiz von Taichi auf. Im Jahr 2005 begann JAW ein Studium der Musikwissenschaften.
2006 veröffentlichte JAW über das Label Rapz Records sein Debütalbum Schock fürs Leben, welches sich unter anderem mit seiner Krankheit beschäftigt. Die Produktionen für das Album steuerte JAW selber bei. Für Schock fürs Leben nahmen PCP und die ebenfalls in der RBA tätigen Rapper Mr Chissman, boZ, Ezy, Kaspah Hausa, Plasti und Hollywood Hank Gastbeiträge auf. Ende 2006 erschien zudem die kostenlose EP Zwischen Chemie und Wahnsinn, welche JAW mit Me$$age aufgenommen hatte. Im Jahr 2007 veröffentlichte E. unter dem Pseudonym Konnegah fünf Titel, die er ins Internet stellte. Diese Lieder stellen Parodien auf die Titel des bei Selfmade Records unter Vertrag stehenden Rappers Kollegah dar. So imitiert er als Konnegah die Vortragsweise Kollegahs und verwendet vielsilbige Wörter und Mehrfachreime. 2007 folgt die Veröffentlichung des Mixtapes Gehirn im Mixer. Die Internetseite Laut.de bewertete das Mixtape mit vier von möglichen fünf Bewertungspunkten. Des Weiteren produzierte JAW fünf Titel des Albums Alphagene von Kollegah, welches Platz 51 der Album-Charts erreichte. Es folgten außerdem Gastbeiträge auf dem Album Symptome des Rappers Rynerrr.

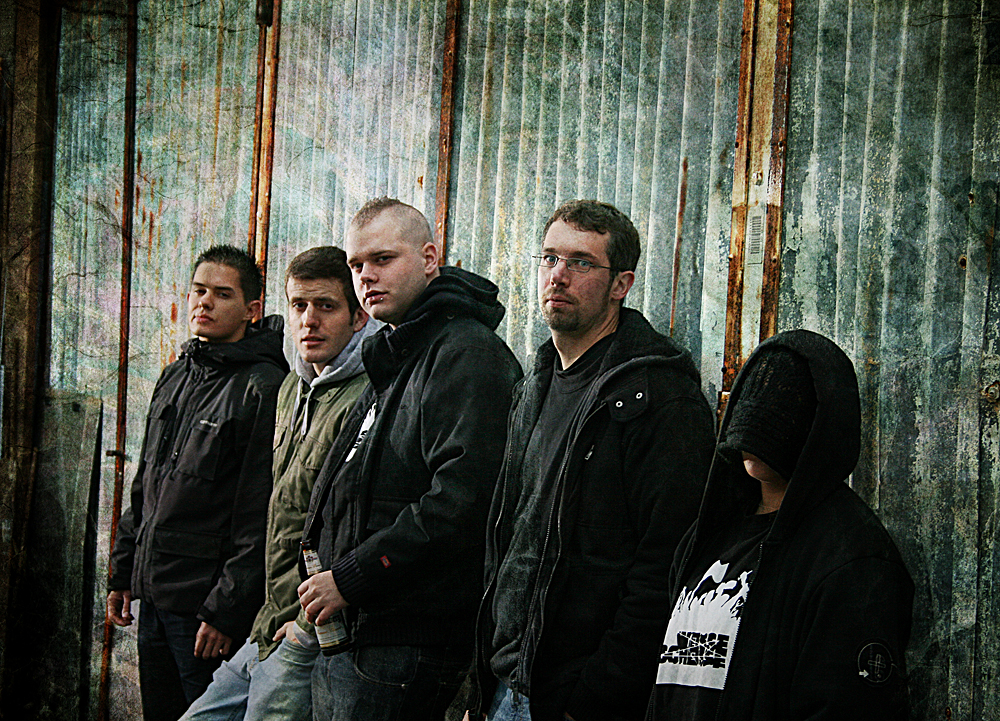
Musiker des Labels Weisse Scheisse: DJ Tjoma, JAW, Private Paul, Rynerrr und Maexer

Zum Jahreswechsel 2008 gründete JAW das Label Weisse Scheisse, bei dem die Gruppe PCP, bestehend aus Rynerrr, Maexer, KASH, JAW und DJ Tjoma, unter Vertrag steht. Ende 2008 war JAW auf dem Mixtape Schläge für Hip Hop von Favorite und Hollywood Hank vertreten. Am 12. Juni 2009 erschien als zweite Veröffentlichung des Labels Weisse Scheisse die EP Menschenfeind von JAW und Hollywood Hank. Auch diese wurde zu einem Großteil von JAW produziert. Das Hip-Hop-Magazin Juice erklärte Menschenfeind im Juli 2009 in ihrer Rubrik Homegrown zum „Kollabo-Album des Monats“. Am 28. August folgte das Album Lache und die Welt weint mit dir von PCP. 2010 erschien vier Jahre nach dem Debütalbum das zweite Soloalbum Täter-Opfer-Ausgleich. Im Februar 2011 hat JAW den französischen Rapper Soprano bei seiner Deutschland-Tournee begleitet.
Am 5. Februar 2011 veröffentlichte JAW den Titel Private Paul, in dem er auf Äußerungen seines früheren Labelkollegen Private Paul eingeht, welche dieser in einem Interview geäußert hatte. 2014 meldete er sich mit dem Freetrack Rap hat dich kaputt gemacht und dem Juice-Exclusive-Track Fremdkörper nach knapp dreijähriger Inaktivität wieder zurück und kündigte sein drittes Studioalbum Die unerträgliche Dreistigkeit des Seins an. Etwas später veröffentlichte er mit Weltenpendler und Lost in Space zwei weitere Songs im Internet. Im April 2017 erschien die Single Niemandsland, gefolgt von TOA 3 und Exit im Juni desselben Jahres.
Am 25. Mai 2018 wurde JAWs drittes Soloalbum Die unerträgliche Dreistigkeit des Seins veröffentlicht, mit dem er erstmals die deutschen Charts erreichte und Platz 4 belegte. Im Juni 2018 nahm er während des OLYMP Festivals an einem Rapbattle gegen Finch Asozial teil.

## Diskografie

### Solo-Alben
| Cover | Titel                                    | Jahr | Kommentar  |
| ----- | ---------------------------------------- | ---- | ---------- |
|       | Schock fürs Leben                        | 2006 |            |
|       | Täter-Opfer-Ausgleich                    | 2010 |            |
|       | Die unerträgliche Dreistigkeit des Seins | 2018 | Platz 4 in |

### Sonstige Veröffentlichungen
| Cover | Titel                            | Jahr | Kommentar                                            |
| ----- | -------------------------------- | ---- | ---------------------------------------------------- |
|       | Seelensturm                      | 2003 | EP                                                   |
|       | Nimm’s und verreck daran!        | 2003 | Album mit Rynerrr und Maexer (als PCP)               |
|       | Zwischen Chemie & Wahnsinn       | 2006 | EP mit Me$$age                                       |
|       | Gehirn im Mixer                  | 2007 | Mixtape                                              |
|       | Kuhmelker Tape Vol.1             | 2007 | Parodie auf Kollegah; unter dem Namen Konnegah       |
|       | Menschenfeind                    | 2009 | EP mit Hollywood Hank                                |
|       | Lache und die Welt weint mit dir | 2009 | Album mit Private Paul, Rynerrr und Maexer (als PCP) |
|       | Chüars                           | 2009 | EP mit Peter Maffya (als Spitt Klikk)                |
|       | Grobes Kino                      | 2019 | Mixtape (Snippet)                                    |

### Verschiedenes
- 2007: Crapz Records (Diss-Track gegen Rapz Records)
- 2009: Niemand (mit Morlockk Dilemma) (Juice Exclusive! auf Juice-CD #99)
- 2009: Chüars! (mit Peter Maffya als $pitt Klikk) (Kostenloses Mixtape)
- 2011: Private Paul (Diss-Track gegen Private Paul)
- 2011: Pisse aus Weingläsern (mit Maeckes) (JUICE EXCLUSIVE)
- 2014: Rap hat dich kaputt gemacht
- 2014: Fremdkörper (JUICE EXCLUSIVE)
- 2014: Weltenpendler
- 2014: Lost in Space
- 2015: Survival of the Sickest
- 2017: Niemandsland
- 2017: TOA 3
- 2017: Exit

### Produktionen
- 2007: Alphagene, 24/7, Dealer (Prelude), Machomannstyle und Outro auf Alphagene von Kollegah